# ホーム・アゲイン (2017年の映画)
『ホーム・アゲイン』（原題：Home Again）は、2017年にアメリカ合衆国で公開されたロマンティック・コメディ映画である。監督はハリー・マイヤーズ＝シャイア、主演はリース・ウィザースプーンが務めた。尚、マイヤーズ＝シャイアの父はチャールズ・シャイア、母はナンシー・マイヤーズで、本作は彼女の映画監督デビュー作である。
本作は日本国内で劇場公開されなかったが、ネットフリックスが配信を行っている。

## ストーリー
アリス・キニーの父親であるジョンは複数の傑作を世に残した名監督で、数年前に他界した。40歳の誕生日を目前に控えたアリスは、夫のオースティンから別居の申し出を突き付けられた。オースティンはニューヨークを拠点に音楽プロデューサーとして活躍していた。呆然としたアリスだったが、娘2人（イザベルとロジー）を連れてロサンゼルスにある亡き父の家に引っ越すことにした。その近所には母親のリリアンが暮らしていた。くよくよしていても仕方がないと思ったアリスは、一念発起してインテリア・デザインの商売を始めた。
友人と酒場に繰出したアリスは、そこでハリー、ジョージ、テディの3人と知り合った。3人は映画監督を志望しており、映画祭で高評価を獲得したこともあるのだという。3人は20代後半であったが、アラフォーのアリスたちと意気投合した。アリスに至ってはハリーをベッドに連れ込もうとしたが、その前に彼が酔いつぶれてしまった。翌朝、目を覚ましたジョージは、アリスの家に名監督ジョン・キニーの脚本やトロフィーが保管されている部屋を見つけた。彼がそれらを眺めていると、リリアン、イザベル、ロジーの3人が帰宅した。アリスが娘たちを学校に連れて行くのを見送った3人は、リリアンが作ってくれた朝食を食べた。ジョンの作品に熱狂する3人の姿を見たリリアンは「出資者が見つかるまでの間、ゲストルームに滞在すると良いでしょう」と言った。
滞在中、テディはアリスのビジネスのためのウェブサイトを立ち上げる手伝いをした。ジョージはイザベルとロジーの作文の課題を手伝っていた。一方、アリスは自分がいつの間にかハリーに恋心を抱いていることを自覚した。その後、3人は映画監督のジャスティン・ミラーの関心を惹くことに成功し、彼から出資してもらえるかもしれないという期待感に胸を膨らませた。ハリーはアリスと親密になっていき、ある日、アリスから食事に誘われることになった。しかし、その日にはミラーとの会談があったため、そちらを優先せざるを得なくなった。アリスは煮え切らない態度を取るハリーに愛想を尽かした。
モヤモヤが晴れないアリスは、仕事の面でもトラブルを抱えて込んでしまった。そんな折、予期せぬ人物がアリスの家にやって来た。

## キャスト
- リース・ウィザースプーン - アリス・キニー
- ピコ・アレクサンダー - ハリー
- ジョン・ラドニツキー - ジョージ
- ナット・ウルフ - テディ
- マイケル・シーン - オースティン
- キャンディス・バーゲン - リリアン・スチュワート
- レイク・ベル - ゾーイ
- レイド・スコット - ジャスティン・ミラー
- ローラ・フラナリー - イザベル
- エデン・グレイス・レッドフィールド - ロジー
- ドリー・ウェルズ - トレイシー
- ジェン・カークマン - コリ

## 製作
2016年5月10日、ハリー・マイヤーズ＝シャイアの監督デビュー作にローズ・バーンが起用されたとの報道があった。8月4日、降板したバーンの代役としてリース・ウィザースプーンが出演することになったと報じられた。9月21日、オープン・ロード・フィルムズが本作の全米配給権を獲得したと発表した。10月にはキャンディス・バーゲン、マイケル・シーン、レイド・スコットの出演が決まった。11月2日、ジョン・ラドニツキーが本作に出演することになったとの報道があった。8日、ピコ・アレクサンダーの出演が決まったと報じられた。
本作の主要撮影は2016年11月に始まった。

## 興行収入
本作は『IT/イット "それ"が見えたら、終わり。』と同じ週に公開され、公開初週末に1000万ドルから1200万ドルを稼ぎ出すと予想されていたが、実際の数字はそれを下回るものとなった。2017年9月8日、本作は全米2940館で封切られ、公開初週末に856万ドルを稼ぎ出し、週末興行収入ランキング初登場2位となった。なお、本作が稼いだ額と1位の『IT/イット "それ"が見えたら、終わり。』のそれとの間に1億1000万ドル以上の開きがあったことは、映画関係者に衝撃を与えた。

## 評価
本作に対する批評家の評価は芳しいものではない。映画批評集積サイトのRotten Tomatoesには116件のレビューがあり、批評家支持率は31%、平均点は10点満点で4.7点となっている。サイト側による批評家の見解の要約は「『ホーム・アゲイン』は製作者と役者の双方にロマコメの名手たちを揃えたが、不運にも、彼/彼女たちは良い仕事ができなかったようだ。」となっている。また、Metacriticには29件のレビューがあり、加重平均値は41/100となっている。なお、本作のシネマスコアはBとなっている。